# Kanton Großbartloff

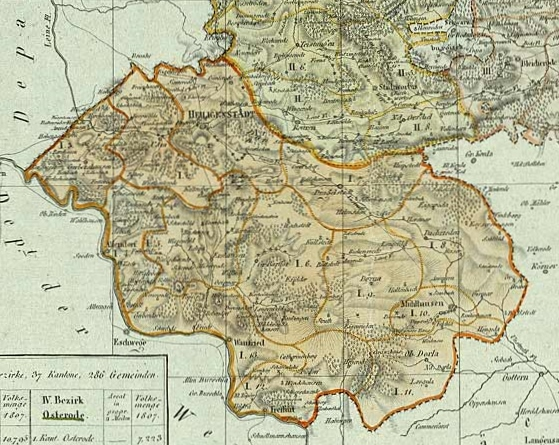
Der Kanton Großbartloff im District Heiligenstadt

Der Kanton Großbartloff  war eine Verwaltungseinheit im Distrikt Heiligenstadt des Departements des Harzes im napoleonischen Königreich Westphalen. Hauptort des Kantons und Sitz des Friedensgerichts war der Ort Großbartloff im heutigen thüringischen Landkreis Eichsfeld. Der Kanton bestand aus elf Orten des Obereichsfelds. Kantonmaire war Anton Grundmann, vorher war er Amtspedell im Amt Bischofstein. Im Zuge der Verlegung des Friedensgerichts nach Lengenfeld im Jahr 1812 überlegte der Präfekt von Bülow mehrfach, den Kanton auf Grund zu geringer Gemeindeeinnahmen aufzulösen, schob diese Entscheidung aber bis zur geplanten, allgemeinen Neuordnung der Kantone auf, zu der es vor dem Ende des Königreichs jedoch nicht mehr kam.
Zum Kanton gehörten die Ortschaften:
- Großbartloff
- Wachstedt, mit Gleichenstein und Neuhaus
- Küllstedt, Effelder, Kloster Zella
- Lengenfeld unterm Stein und Bischofstein
- Hildebrandshausen, Faulungen